# Nazi Punks Fuck Off
Nazi Punks Fuck Off – wydany w roku 1993 minialbum zespołu Napalm Death. Tytułowy utwór "Nazi Punks Fuck Off!" jest przeróbką znanego klasyka Dead Kennedys z roku 1981. Ponadto na wydawnictwie (trwającym ponad 10 minut) znajdują się: koncertowa wersja "Nazi Punks Fuck Off!", utwór "Aryanisms" oraz remiks "Contemptuous". Silnie antynazistowska wymowa wydawnictwa stała się przyczyną zamieszek na kilku koncertach Napalm Death w USA, wywołanych przez miejscowych neonazistów. Wszystkie dochody uzyskane ze sprzedaży EP'a zespół przeznaczył na dofinansowanie organizacji antynazistowskich.

## Spis utworów
1. "Nazi Punks Fuck Off" 1:21
2. "Aryanisms" – 3:09
3. "Nazi Punks Fuck Off" (Live) – 1:44
4. "Contemptuous" (Xtreem Mix) – 4:29